# 200 mètres aux Jeux olympiques
Pour un article plus général, voir Athlétisme aux Jeux olympiques.
L'épreuve du 200 mètres figure au programme des Jeux olympiques depuis les Jeux de 1900, à Paris. Les femmes participent à cette épreuve depuis les Jeux olympiques de 1948, à Londres.
Avec trois titres olympiques, remportés consécutivement en 2008, 2012 et 2016, le Jamaïcain Usain Bolt est l'athlète masculin le plus titré dans cette épreuve. Chez les femmes, l'Allemande Bärbel Wöckel, les Jamaïcaines Veronica Campbell-Brown et Elaine Thompson sont les athlètes les plus couronnées avec deux victoires pour chacune d’elles.
Les records olympiques de la discipline sont respectivement détenus par Usain Bolt, auteur de 19 s 30 en finale des Jeux de 2008 à Pékin, et par l'Américaine Florence Griffith-Joyner, créditée de 21 s 34 aux Jeux de 1988 à Séoul.

## Éditions
| Années | 96 | 00 | 04 | 08 | 12 | 20 | 24 | 28 | 32 | 36 | 48 | 52 | 56 | 60 | 64 | 68 | 72 | 76 | 80 | 84 | 88 | 92 | 96 | 00 | 04 | 08 | 12 | 16 | 20 | 24 | Total |
| ------ | -- | -- | -- | -- | -- | -- | -- | -- | -- | -- | -- | -- | -- | -- | -- | -- | -- | -- | -- | -- | -- | -- | -- | -- | -- | -- | -- | -- | -- | -- | ----- |
| Hommes |    | X  | X  | X  | X  | X  | X  | X  | X  | X  | X  | X  | X  | X  | X  | X  | X  | X  | X  | X  | X  | X  | X  | X  | X  | X  | X  | X  | X  | X  | 29    |
| Femmes |    |    |    |    |    |    |    |    |    |    | X  | X  | X  | X  | X  | X  | X  | X  | X  | X  | X  | X  | X  | X  | X  | X  | X  | X  | X  | X  | 20    |

## Hommes

### Historique

#### 1900-1912

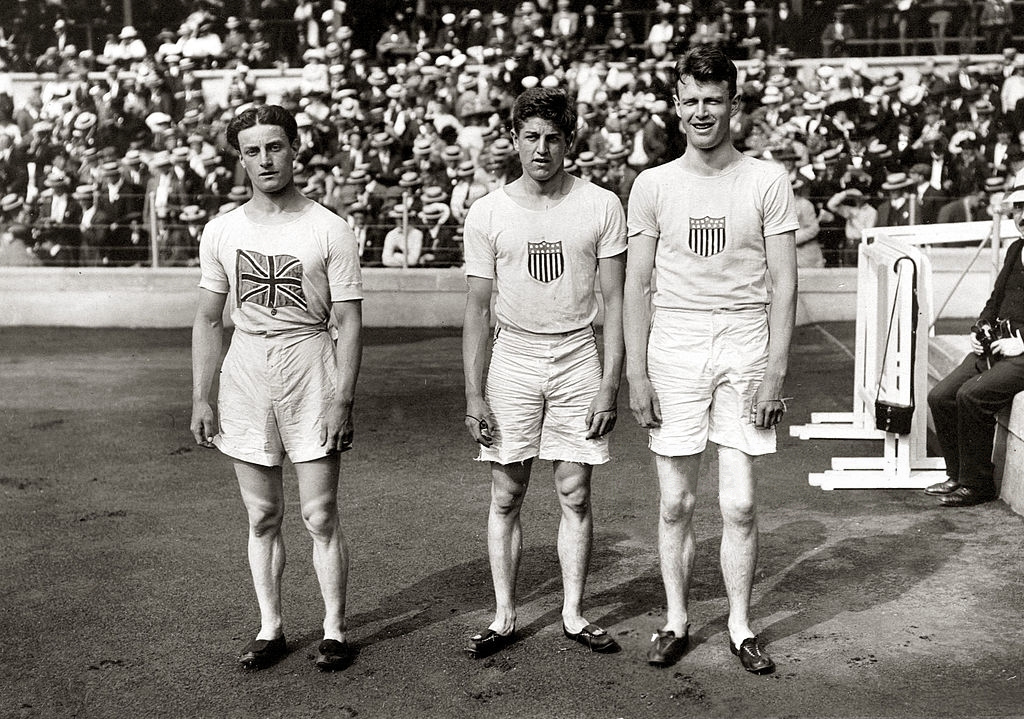
Médaillés du 200 m aux Jeux olympiques de 1912 (Willie Applegarth, Donald Lippincott et Ralph Craig).

Le 200 mètres fait sa première apparition olympique lors des Jeux olympiques de 1900, à Paris où la finale voit s'opposer quatre concurrents. L'épreuve est remportée par l'Américain Walter Tewksbury qui devance l'Indien Norman Pritchard et l'Australien Stan Rowley.
Quatre ans plus tard, aux Jeux olympiques de 1904, à Saint-Louis, la victoire revient à l'Américain Archie Hahn, vainqueur en 21 s 6, devant ses compatriotes Nate Cartmell et William Hogenson, pénalisés d'un yard pour faux départs.
Lors des Jeux olympiques de 1908, à Londres, le Canadien Bobby Kerr remporte l'épreuve en 22 s 6, devant ses compatriotes Robert Cloughen et Nate Cartmell, qui avait terminé deuxième en 1904.
En 1912, aux Jeux olympiques de Stockholm, l'Américain Ralph Craig, déjà titré sur 100 m, remporte l'épreuve du 200 m dans le temps de 21 s 7, devançant son compatriote Don Lippincott et le Britannique William Applegarth.

#### 1920-1936

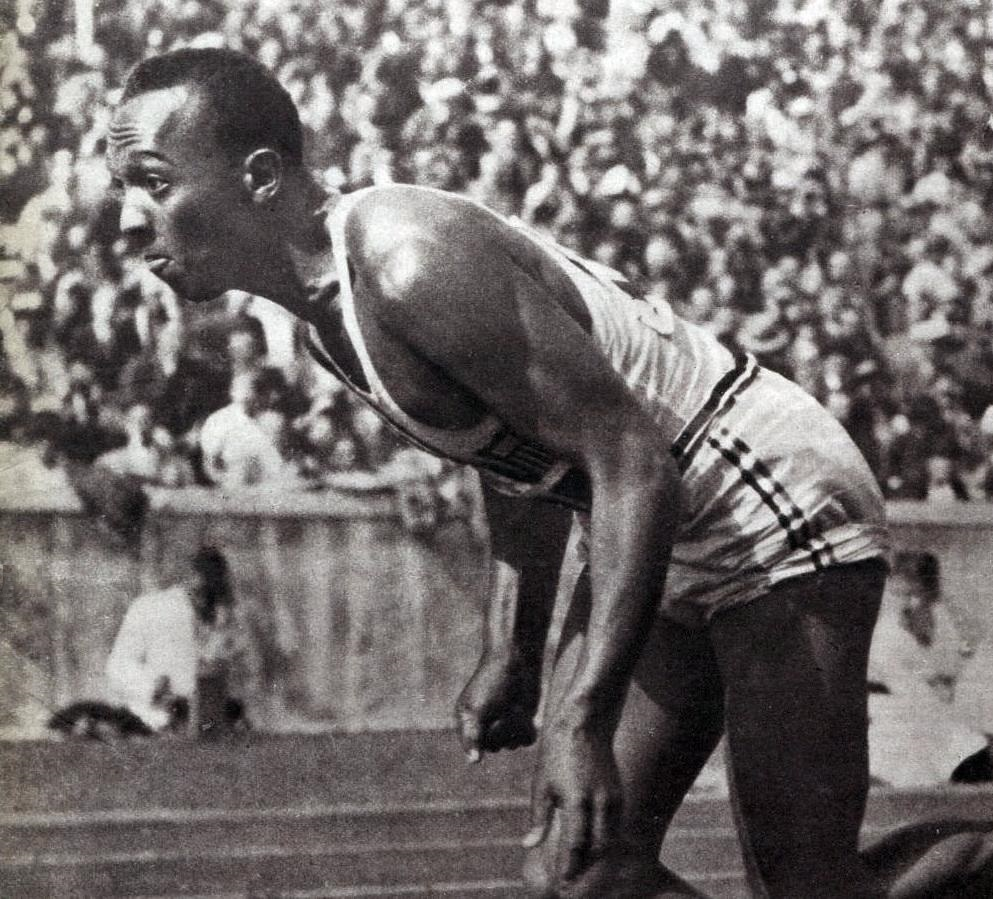
Jesse Owens, champion olympique du 200 m en 1936.

Le 200 m des Jeux olympiques de 1920, à Anvers, est remporté par l'Américain Allen Woodring qui s'impose en 22 s 0, devant le vainqueur de l'épreuve du 100 m, son compatriote Charley Paddock, et devant le Britannique Harry Edward.
Quatre ans plus tard, aux Jeux olympiques de 1924, à Paris, Charley Paddock obtient une nouvelle médaille d'argent dans cette épreuve, devancé cette fois par son compatriote Jackson Scholz qui égale le record olympique en 21 s 6. Le Britannique Eric Liddell, titré sur 400 m, se classe troisième de la course.
En 1928, lors des Jeux olympiques d'Amsterdam, le Canadien Percy Williams s'adjuge le titre du 200 m après avoir remporté celui du 100 m. Il réalise le temps de 21 s 8 en finale et devance le Britannique Walter Rangeley. L'Allemand Helmut Körnig, qui avait égalé le record olympique en 21 s 6 lors des demi-finales termine troisième ex-æquo avec le tenant du titre Jackson Scholz. Les officiels n'arrivant pas à départager les deux hommes, ils leur proposent une course de départage. Mais Scholz refuse et abandonne la médaille de bronze à son adversaire.
L'Américain Eddie Tolan, titré également sur 100 m, remporte le 200 m des Jeux olympiques de 1932, à Los Angeles, en établissant en finale un nouveau record olympique en 21 s 2. Ce record olympique avait été porté à 21 s 5, puis à 21 s 4 par plusieurs concurrents, dont Tolan, durant les séries et les demi-finales. Les Américains George Simpson et Ralph Metcalfe, se classent respectivement deuxième et troisième de la finale.
Lors des Jeux olympiques de 1936, à Berlin, la victoire revient à l'Américain Jesse Owens, titré par ailleurs dans trois autres épreuves lors de cette compétition, qui s'impose dans le temps de 20 s 7, signant un nouveau record olympique après avoir porté celui-ci à 21 s 1 dès les séries. Il devance son compatriote Matthew Robinson (21 s 1) et le Néerlandais Tinus Osendarp (21 s 3).

#### 1948-1964

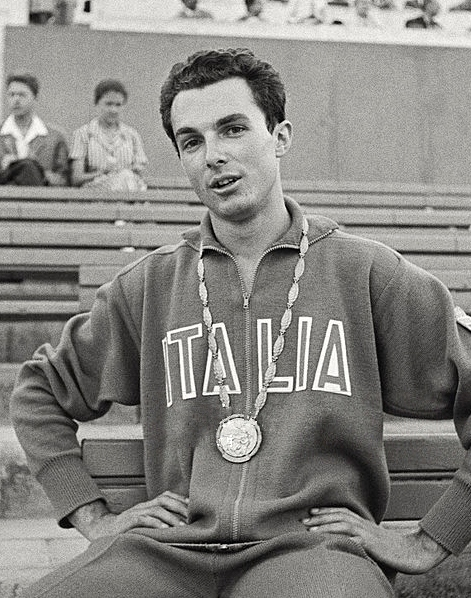
Livio Berruti, champion olympique en 1960.

Lors des Jeux olympiques de 1948 à Londres, l'Américain Mel Patton s'impose dans le temps de 21 s 1 et devance son compatriote Barney Ewell, deuxième en 21 s 1 également, qui l'avait pourtant battu lors des sélections olympiques américaines. Le Panaméen Lloyd LaBeach se classe troisième en 21 s 2, juste devant le Jamaïcain Herb McKenley qui figurait également parmi les favoris au titre.
Quatre ans plus tard, lors des Jeux olympiques de 1952, à Helsinki, l'Américain Andy Stanfield, premier détenteur officiel du record du monde du 200 m en 20 s 6, s'adjuge le titre olympique en 20 s 7, égalant le record olympique de Jesse Owens. Stanfield devance ses compatriotes Thane Baker et James Gathers, crédités tous deux de 20 s 8.
L'Américain Bobby Joe Morrow, vainqueur des championnats NCAA et des sélections olympiques américaines et titré quelques jours plus tôt sur 100 m, remporte le 200 m des Jeux olympiques de 1956, à Melbourne. Il y établit le temps  en 20 s 6 et égale le record du monde du tenant du titre Andy Stanfield qui ne se classe que deuxième de la course, en 20 s 7. Thane Baker, deuxième à Helsinki, obtient la médaille de bronze en 20 s 9.
Aux Jeux olympiques de 1960 à Rome, l'Italien Livio Berruti décroche le titre olympique du 200 m en égalant le record du monde en 20 s 5 après avoir pris un avantage décisif dans le virage et avoir résisté au retour de l'Américain Lester Carney, deuxième en 20 s 6 et du Français Abdoulaye Seye, troisième en 20 s 7 et qui avait raté se mise en action et était situé en dernière position à l'entrée de la dernière ligne droite. Livio Berruti avait également établi ce temps de 20 s 5 lors des demi-finales. L'Américain Ray Norton, titré en 1959 et 1960 lors des championnats de l'Amateur Athletic Union, vainqueur des Jeux panaméricains de 1959 et codétenteur du record du monde, se classe 6e et dernier de la finale.
En 1964, lors des Jeux olympiques de Tokyo, l'Américain Henry Carr, qui a établi quelques semaines avant le début des Jeux à Tempe un nouveau record du monde en 20 s 2, remporte le titre olympique en portant le record olympique à 20 s 3, devançant son compatriote Paul Drayton (20 s 5) et le Trinidadien Edwin Roberts (20 s 6), le tenant du titre Livio Berruti se classant cinquième de l'épreuve. Henry Carr, quatrième seulement des sélections olympiques américaines, n'est retenu pour ces Jeux olympiques qu'après le désistement de son compatriote Bob Hayes qui décide de ne disputer que l'épreuve du 100 m.

#### 1968-1984

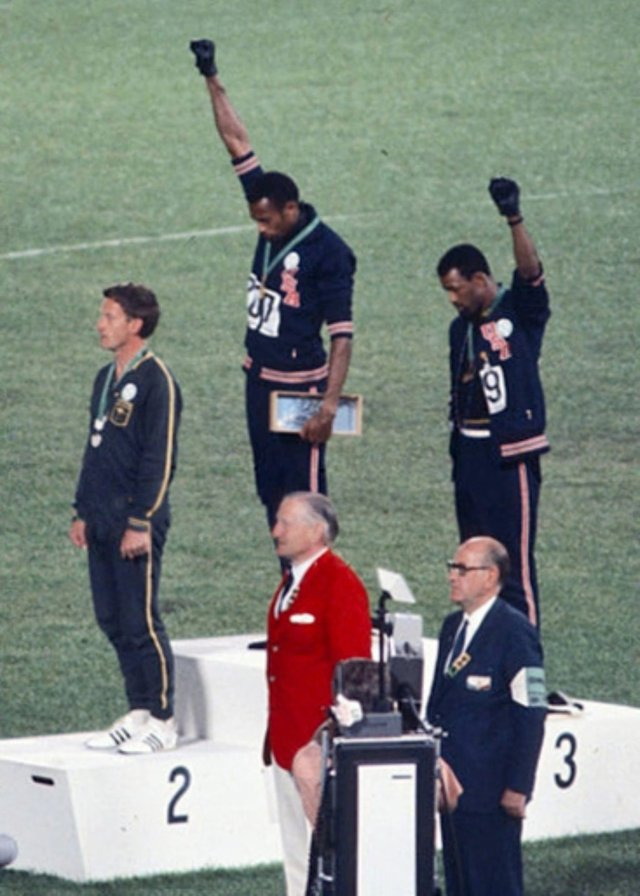
Peter Norman, Tommie Smith et John Carlos sur le podium du 200 m en 1968.

L'Américain Tommie Smith remporte le titre du 200 m lors des Jeux olympiques de 1968, à Mexico en établissant un nouveau record du monde en 19 s 83 (vent favorable de 0,9 m/s). En finale, Tommie Smith accuse à la mi-course près de deux mètres de retard sur son compatriote John Carlos qui l'avait battu lors des sélections olympiques américaines quelques semaines plus tôt. Smith produit son effort à 50 m de l'arrivée et devance finalement l'Australien Peter Norman, médaillé d'argent en 20 s 06 (record national) et John Carlos, qui s'adjuge la médaille de bronze en 20 s 10. La cérémonie de remise des médailles du 200 m est resté célèbre à cause du poing levé et ganté de noir de Tommie Smith et John Carlos sur le podium, en protestation contre la situation des noirs américains à l'époque, les deux hommes s'excluant instantanément de l'équipe américaine.

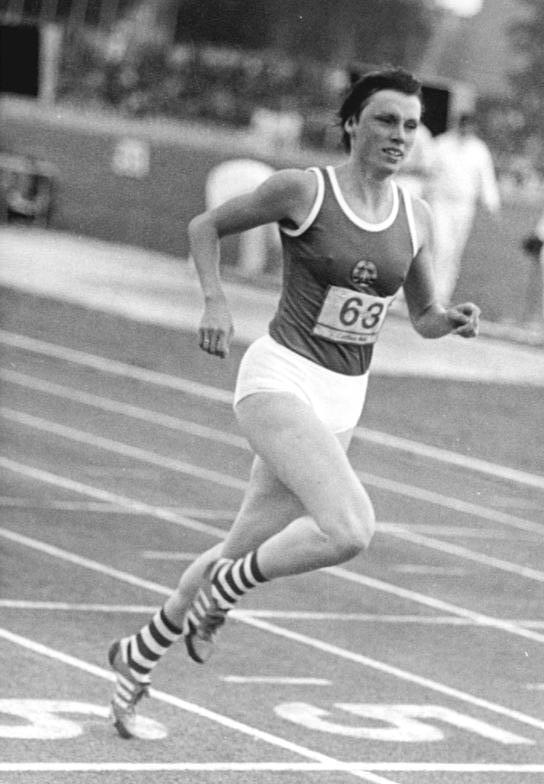
Bärbel Wöckel, championne olympique en 1976 et 1980.

Lors des Jeux olympiques de 1972, à Munich, le Soviétique Valeriy Borzov, champion d'Europe en 1971 et déjà titré sur 100 m lors de ces Jeux, remporte la médaille d'or sur 200 m en établissant un nouveau record d'Europe en 20 s 00. L'Américain Larry Black termine deuxième en 20 s 19, devant l'Italien Pietro Mennea, médaillé de bronze en 20 s 30. Le Jamaïcain Don Quarrie, qui figurait parmi les favoris au titre olympique, se blesse lors des demi-finales.
Quatre ans plus tard, aux Jeux olympiques de 1976, à Montréal, la victoire revient à Don Quarrie, détenteur du record du monde au chronométrage manuel en 19 s 8 qui s'impose dans le temps de 20 s 23, devant les Américains Millard Hampton (20 s 29) et Dwayne Evans (20 s 43). Le Trinidadien Hasely Crawford, vainqueur du 100 m, termine 8e et dernier de la finale. L'Américain Steve Williams, l'un des meilleurs spécialistes de la saison, ne participe pas à ces jeux après s'être blessé lors des sélections américaines.
Lors des Jeux olympiques de 1980 marqués par le boycott d'une cinquantaine de nations, dont les États-Unis, Pietro Mennea s'adjuge le titre olympique un an après avoir établi le nouveau record du monde en 19 s 79. L'Italien l'emporte en 20 s 19, devant le Britannique Allan Wells (20 s 21) qui avait pourtant pris le meilleur départ, et devant le champion olympique sortant Don Quarrie (20 s 29).
En 1984, lors des Jeux olympiques de Los Angeles, l'Américain Carl Lewis, titré par ailleurs à trois autres reprises lors de ces Jeux (100 m, saut en longueur et 4 × 100 m), remporte la médaille d'or du 200 m dans le temps de 19 s 80, devant ses deux compatriotes Kirk Baptiste (19 s 96) et Thomas Jefferson (20 s 26). Lewis améliore à cette occasion de 3/100e de seconde le record olympique de Tommie Smith, échouant seulement à 8/100e de seconde du record du monde de Pietro Mennea qui se classe septième de l'épreuve pour sa quatrième finale olympique consécutive sur 200 m.

#### 1988-2004

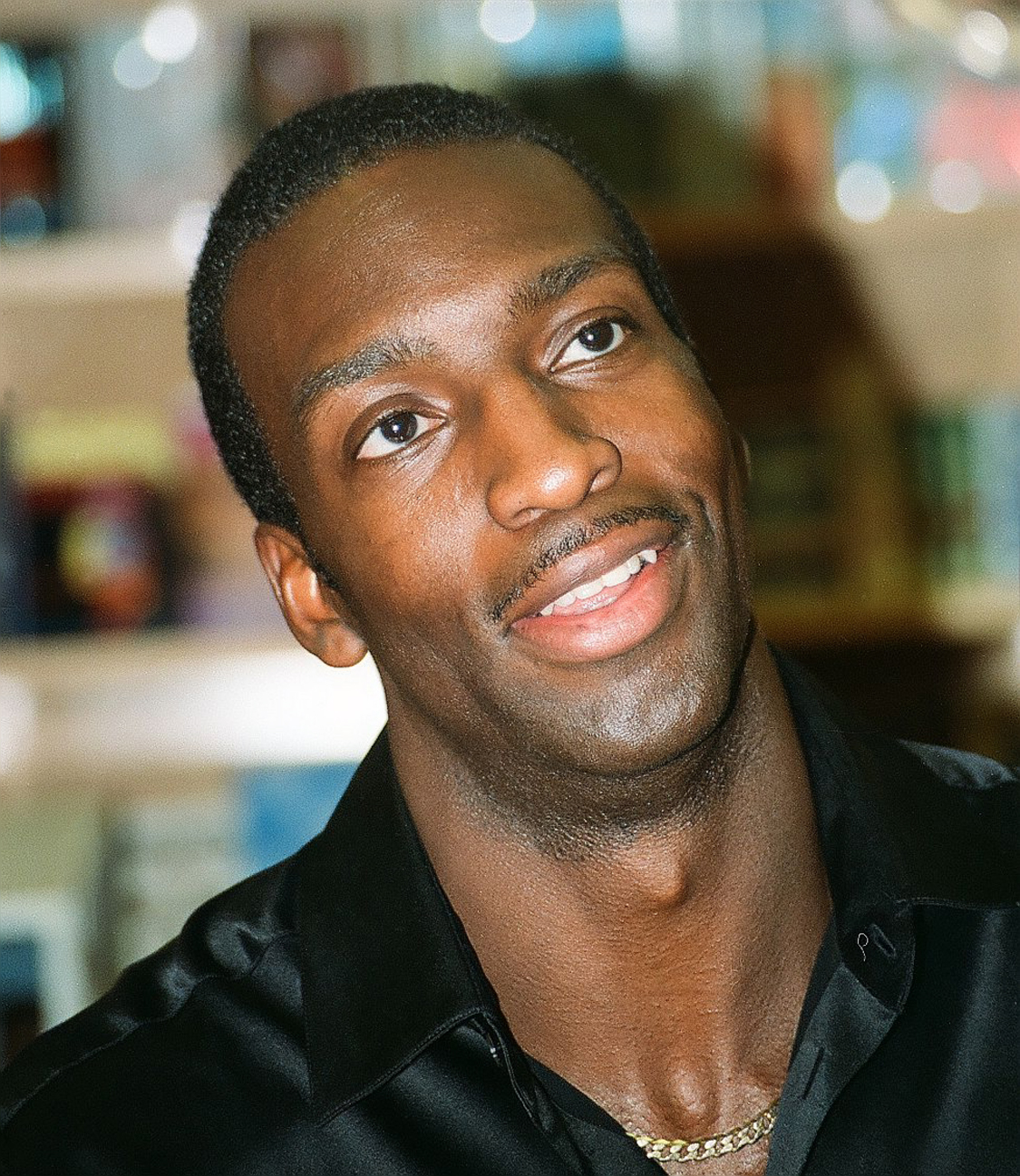
Michael Johnson, champion olympique en 1996 à Atlanta où il établit un nouveau record du monde.

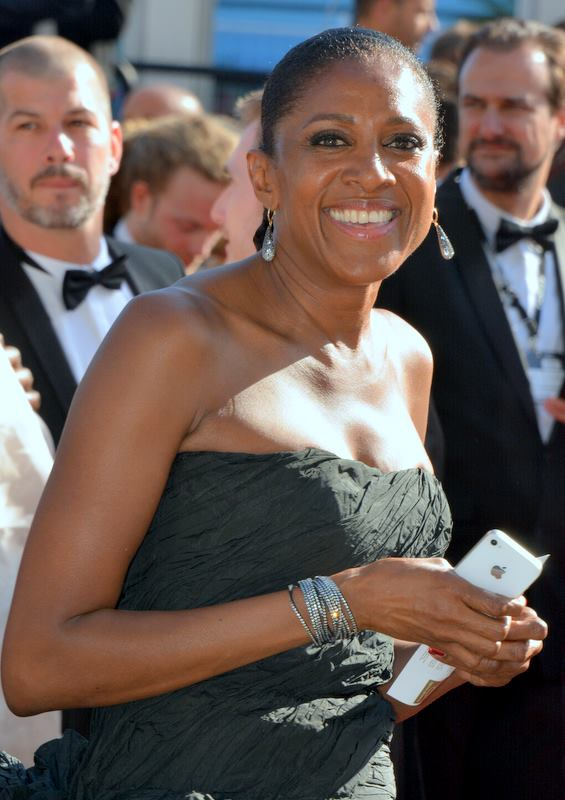
Marie-José Pérec, championne olympique en 1996.

Lors des Jeux olympiques de 1988, à Séoul, l'Américain Joe DeLoach s'adjuge le titre olympique du 200 m en établissant un nouveau record olympique en 19 s 75 (vent favorable de 1,7 m/s), temps constituant la meilleure performance jamais réalisée au niveau de la mer et égalant le record des États-Unis. Il devance de 4/100e de seconde seulement le tenant du titre Carl Lewis, deuxième en 19 s 79. Le Brésilien Robson da Silva est médaillé de bronze en 20 s 04.
L'Américain Michael Marsh remporte les Jeux olympiques de 1992, à Barcelone, dans le temps de 20 s 01, profitant de l'absence de son compatriote Michael Johnson qui quitte la compétition dès les demi-finales en raison d'une intoxication alimentaire. Marsh devance le Namibien Frank Fredericks (20 s 13) et l'autre américain Michael Bates (20 s 38).
Quatre ans plus tard, aux Jeux olympiques de 1996, à Atlanta, Michael Johnson décroche son premier titre olympique sur 200 m trois jours après s'être imposé sur 400 m. Il établit à cette occasion un nouveau record du monde en 19 s 32, améliorant de 34/100e son propre record établi quelques semaines auparavant. Deuxième de la course, Frank Fredericks obtient une nouvelle médaille d'argent olympique après Barcelone, en 19 s 68, devant le Trinidadien Ato Boldon, médaillé de bronze en 19 s 80.
Lors des Jeux olympiques de 2000, la victoire revient au Grec Konstantínos Kentéris qui s'impose dans le temps de 20 s 09, signant un nouveau record national. Il devance le Britannique Darren Campbell (20 s 14) et Ato Boldon (20 s 20), qui obtient une nouvelle médaille de bronze dans cette épreuve. Le tenant du titre Michael Johnson ne participe pas à la compétition après avoir été éliminé lors des sélections olympiques américaines. Maurice Greene, titré sur 100 m à Sydney et champion du monde du 200 m en 1999, décide de ne pas participer à l'épreuve.
L'Américain Shawn Crawford obtient la consécration olympique en 2004 lors des Jeux olympiques d'Athènes en s'imposant en finale dans le temps de 19 s 79, signant un nouveau record personnel. Il devance ses compatriotes Bernard Williams, qui bat également son record personnel en 20 s 01, et Justin Gatlin, champion olympique du 100 m, qui se classe troisième de la course en 20 s 03. La veille de la cérémonie d'ouverture, le tenant du titre Konstantínos Kentéris ne se présente pas à un contrôle antidopage ni devant la commission de discipline et ne participe donc pas à l'épreuve.

#### Depuis 2008

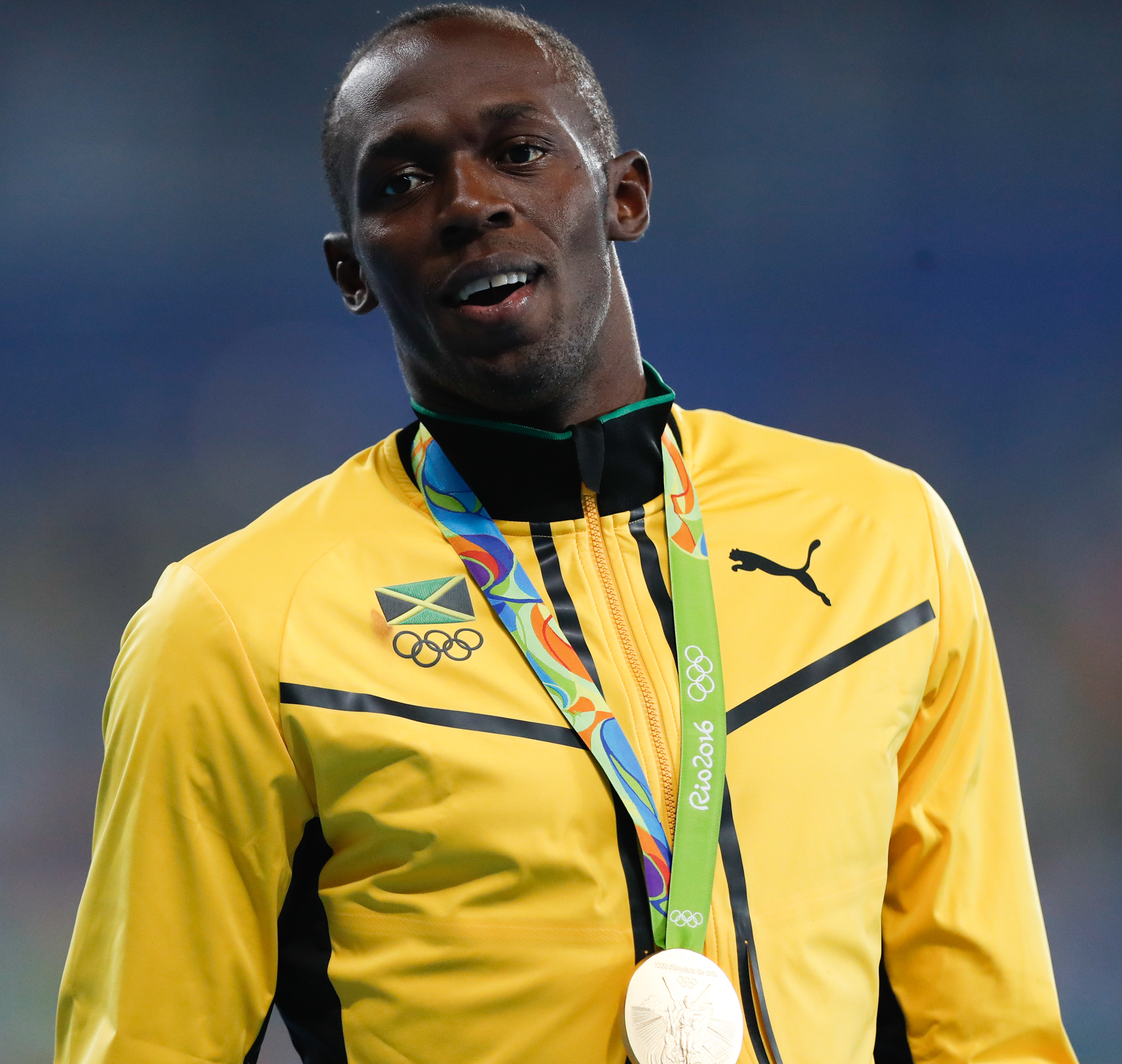
Usain Bolt, champion olympique du 200 m en 2008, 2012 et 2016.

Lors des Jeux olympiques de 2008, à Pékin, le Jamaïcain Usain Bolt remporte la finale du 200 m dans le temps de 19 s 30 (vent défavorable de 0,9 m/s), améliorant de 2/100e de seconde le record du monde de l'Américain Michael Johnson établi douze ans plus tôt lors des Jeux d'Atlanta. Quelques jours plus tôt, il avait également remporté l'épreuve du 100 m en battant le record du monde. Le Néerlandais Churandy Martina et l'Américain Wallace Spearmon, initialement deuxième et troisième de la course, sont disqualifiés pour avoir mordu leur couloir voisin. En conséquence, le tenant du titre Shawn Crawford, s'adjuge la médaille d'argent en 19 s 96, devant son compatriote Walter Dix, médaillé de bronze en 19 s 98.
Champion du monde du 200 m en 2009 et 2011, Usain Bolt devient le premier athlète masculin à conserver son titre olympique dans l'épreuve du 200 m. Lors des Jeux olympiques de 2012, à Londres, il réalise son meilleur temps de l'année en finale et s'impose en 19 s 32, échouant à 2/100e de seconde seulement de son record olympique. Il devance son compatriote Yohan Blake, qui l'avait battu lors des sélections olympiques jamaïcaines, deuxième en 19 s 44, et l'autre Jamaïcain Warren Weir, qui améliore son record personnel en 19 s 84 pour s'adjuger la médaille de bronze. Il s'agit du premier triplé jamaïcain sur cette distance. Wallace Spearmon et Churandy Martina terminent respectivement 4e et 5e de l'épreuve, devant le Français Christophe Lemaitre.
En 2016, lors des Jeux olympiques de Rio de Janeiro, Usain Bolt décroche son troisième titre olympique consécutif sur 200 m, quelques jours après avoir également remporté son troisième titre d'affilée sur 100 m. Il s'impose en 19 s 78, signant son meilleur temps de l'année, devant le Canadien Andre De Grasse, médaillé d'argent en 20 s 02, et Christophe Lemaitre, médaillé de bronze en 20 s 12. Ce dernier devance de 3 millièmes de seconde seulement le Britannique Adam Gemili, quatrième. L'Américain LaShawn Merritt, qui figurait parmi les prétendants à la médaille, se classe 6e de la finale alors que son compatriote Justin Gatlin, vice-champion olympique sur 100 m, est éliminé lors des demi-finales.
Cinq ans plus tard à Tokyo, la médaille d'or revient à Andre De Grasse qui obtient son premier sacre olympique après ses deux médailles de bronze sur 100 m en 2016 et 2021 et sa médaille d'argent sur 200 m en 2016. Avec un chrono en 19 s 62, nouveau record du Canada, il devance de 6 centièmes de seconde l'Américain Kenny Bednarek, qui bat son record personnel en 19 s 68, et de 12 centièmes le champion du monde en titre Noah Lyles (19 s 74). Le jeune Américain de 17 ans Erriyon Knighton, qui avait battu au cours de l'année le record du monde junior de Bolt en 19 s 84, échoue au pied du podium en 19 s 93.

### Palmarès
| Édition | Or                                  | Argent                         | Bronze                            |
| ------- | ----------------------------------- | ------------------------------ | --------------------------------- |
| 1900    | Walter Tewksbury (USA) 22 s 2       | Norman Pritchard (IND) 22 s 6  | Stan Rowley (AUS) 22 s 7          |
| 1904    | Archie Hahn (USA) 21 s 6            | Nate Cartmell (USA) 21 s 9     | William Hogenson (USA) 22 s 1     |
| 1908    | Bobby Kerr (CAN) 22 s 6             | Robert Cloughen (USA) 22 s 6   | Nate Cartmell (USA) 22 s 7        |
| 1912    | Ralph Craig (USA) 21 s 7            | Don Lippincott (USA) 21 s 8    | William Applegarth (GBR) 22 s 0   |
| 1920    | Allen Woodring (USA) 22 s 0         | Charley Paddock (USA) 22 s 1   | Harry Edward (GBR) 22 s 2         |
| 1924    | Jackson Scholz (USA) 21 s 6         | Charley Paddock (USA) 21 s 7   | Eric Liddell (GBR) 21 s 9         |
| 1928    | Percy Williams (CAN) 21 s 8         | Walter Rangeley (GBR) 21 s 9   | Helmut Körnig (GER) 21 s 9        |
| 1932    | Eddie Tolan (USA) 21 s 2            | George Simpson (USA) 21 s 4    | Ralph Metcalfe (USA) 21 s 5       |
| 1936    | Jesse Owens (USA) 20 s 7            | Matthew Robinson (USA) 21 s 1  | Tinus Osendarp (NED) 21 s 3       |
| 1948    | Mel Patton (USA) 21 s 1             | Barney Ewell (USA) 21 s 1      | Lloyd LaBeach (PAN) 21 s 2        |
| 1952    | Andy Stanfield (USA) 20 s 7         | Thane Baker (USA) 20 s 8       | James Gathers (USA) 20 s 8        |
| 1956    | Bobby Joe Morrow (USA) 20 s 6       | Andy Stanfield (USA) 20 s 7    | Thane Baker (USA) 20 s 9          |
| 1960    | Livio Berruti (ITA) 20 s 6          | Lester Carney (USA) 20 s 6     | Abdoulaye Seye (FRA) 20 s 7       |
| 1964    | Henry Carr (USA) 20 s 3             | Paul Drayton (USA) 20 s 5      | Edwin Roberts (TRI) 20 s 6        |
| 1968    | Tommie Smith (USA) 19 s 83          | Peter Norman (AUS) 20 s 06     | John Carlos (USA) 20 s 10         |
| 1972    | Valeriy Borzov (URS) 20 s 00        | Larry Black (USA) 20 s 19      | Pietro Mennea (ITA) 20 s 30       |
| 1976    | Don Quarrie (JAM) 20 s 23           | Millard Hampton (USA) 20 s 29  | Dwayne Evans (USA) 20 s 43        |
| 1980    | Pietro Mennea (ITA) 20 s 19         | Allan Wells (GBR) 20 s 21      | Don Quarrie (JAM) 20 s 29         |
| 1984    | Carl Lewis (USA) 19 s 80            | Kirk Baptiste (USA) 19 s 96    | Thomas Jefferson (USA) 20 s 26    |
| 1988    | Joe DeLoach (USA) 19 s 75           | Carl Lewis (USA) 19 s 79       | Robson da Silva (BRA) 20 s 04     |
| 1992    | Michael Marsh (USA) 20 s 01         | Frank Fredericks (NAM) 20 s 13 | Michael Bates (USA) 20 s 38       |
| 1996    | Michael Johnson (USA) 19 s 32       | Frank Fredericks (NAM) 19 s 68 | Ato Boldon (TRI) 19 s 80          |
| 2000    | Konstantínos Kentéris (GRE) 20 s 09 | Darren Campbell (GBR) 20 s 14  | Ato Boldon (TRI) 20 s 20          |
| 2004    | Shawn Crawford (USA) 19 s 79        | Bernard Williams (USA) 20 s 01 | Justin Gatlin (USA) 20 s 03       |
| 2008    | Usain Bolt (JAM) 19 s 30            | Shawn Crawford (USA) 19 s 96   | Walter Dix (USA) 19 s 98          |
| 2012    | Usain Bolt (JAM) 19 s 32            | Yohan Blake (JAM) 19 s 44      | Warren Weir (JAM) 19 s 84         |
| 2016    | Usain Bolt (JAM) 19 s 78            | Andre De Grasse (CAN) 20 s 02  | Christophe Lemaitre (FRA) 20 s 12 |
| 2020    | Andre De Grasse (CAN) 19 s 62       | Kenneth Bednarek (USA) 19 s 68 | Noah Lyles (USA) 19 s 74          |
| 2024    | Letsile Tebogo (BOT) 19 s 46        | Kenneth Bednarek (USA) 19 s 62 | Noah Lyles (USA) 19 s 70          |

### Multiples médaillés
| Rang | Athlète          | Pays              | Période   | Or | Argent | Bronze | Total |
| ---- | ---------------- | ----------------- | --------- | -- | ------ | ------ | ----- |
| 1    | Usain Bolt       | Jamaïque          | 2008-2016 | 3  | 0      | 0      | 3     |
| 2    | Andy Stanfield   | États-Unis        | 1952-1956 | 1  | 1      | 0      | 2     |
| 2    | Carl Lewis       | États-Unis        | 1984-1988 | 1  | 1      | 0      | 2     |
| 2    | Shawn Crawford   | États-Unis        | 2004-2008 | 1  | 1      | 0      | 2     |
| 2    | Andre De Grasse  | Canada            | 2016-2021 | 1  | 1      | 0      | 2     |
| 6    | Don Quarrie      | Jamaïque          | 1976-1980 | 1  | 0      | 1      | 2     |
| 6    | Pietro Mennea    | Italie            | 1972-1980 | 1  | 0      | 1      | 2     |
| 8    | Charley Paddock  | États-Unis        | 1920-1924 | 0  | 2      | 0      | 2     |
| 8    | Frank Fredericks | Namibie           | 1992-1996 | 0  | 2      | 0      | 2     |
| 8    | Kenneth Bednarek | États-Unis        | 2021-2024 | 0  | 2      | 0      | 2     |
| 11   | Nate Cartmell    | États-Unis        | 1904-1908 | 0  | 1      | 1      | 2     |
| 11   | Thane Baker      | États-Unis        | 1952-1956 | 0  | 1      | 1      | 2     |
| 13   | Ato Boldon       | Trinité-et-Tobago | 1996-2000 | 0  | 0      | 2      | 2     |
| 13   | Noah Lyles       | États-Unis        | 2021-2024 | 0  | 0      | 2      | 2     |

### Record olympique
| Chronométrage manuel       |                    |             |                   |    |
| 24 s 0                     | William Holland    | Paris       | 22 juillet 1900   |    |
| 22 s 2                     | Walter Tewksbury   | Paris       | 22 juillet 1900   |    |
| 22 s 2                     | Bobby Kerr         | Londres     | 21 juillet 1908   |    |
| 22 s 2                     | Carl Cooke         | Stockholm   | 10 juillet 1912   |    |
| 21 s 9                     | Ralph Craig        | Stockholm   | 10 juillet 1912   |    |
| 21 s 9                     | William Applegarth | Stockholm   | 10 juillet 1912   |    |
| 21 s 9                     | Donnell Young      | Stockholm   | 10 juillet 1912   |    |
| 21 s 8                     | Don Lippincott     | Stockholm   | 10 juillet 1912   |    |
| 21 s 7                     | Ralph Craig        | Stockholm   | 11 juillet 1912   |    |
| 21 s 6                     | Jackson Scholz     | Paris       | 9 juillet 1924    |    |
| 21 s 6                     | Helmut Körnig      | Amsterdam   | 31 juillet 1928   |    |
| 21 s 5                     | Ralph Metcalfe     | Los Angeles | 2 août 1932       |    |
| 21 s 5                     | William Walters    | Los Angeles | 2 août 1932       |    |
| 21 s 5                     | Eddie Tolan        | Los Angeles | 2 août 1932       |    |
| 21 s 4                     | Carlos Bianchi     | Los Angeles | 2 août 1932       |    |
| 21 s 4                     | Arthur Jonath      | Los Angeles | 2 août 1932       |    |
| 21 s 2                     | Eddie Tolan        | Los Angeles | 3 août 1932       |    |
| 21 s 1                     | Jesse Owens        | Berlin      | 4 août 1936       |    |
| 20 s 7                     | Jesse Owens        | Berlin      | 5 août 1936       |    |
| 20 s 7                     | Andy Stanfield     | Helsinki    | 23 juillet 1952   |    |
| 20 s 6                     | Bobby Joe Morrow   | Melbourne   | 27 novembre 1956  | WR |
| 20 s 5                     | Livio Berruti      | Rome        | 3 septembre 1960  | WR |
| 20 s 5                     | Livio Berruti      | Rome        | 3 septembre 1960  | WR |
| 20 s 5                     | Paul Drayton       | Tokyo       | 17 octobre 1964   |    |
| 20 s 3                     | Henry Carr         | Tokyo       | 17 octobre 1964   |    |
| 20 s 3 A                   | Tommie Smith       | Mexico      | 15 octobre 1968   |    |
| 20 s 2 A                   | Peter Norman       | Mexico      | 15 octobre 1968   |    |
| 20 s 2 A                   | Tommie Smith       | Mexico      | 15 octobre 1968   |    |
| 20 s 1 A                   | John Carlos        | Mexico      | 16 octobre 1968   |    |
| 20 s 1 A                   | Tommie Smith       | Mexico      | 16 octobre 1968   |    |
| Chronométrage électronique |                    |             |                   |    |
| 19 s 83 A                  | Tommie Smith       | Mexico      | 16 octobre 1968   | WR |
| 19 s 80                    | Carl Lewis         | Los Angeles | 8 août 1984       |    |
| 19 s 75                    | Joe DeLoach        | Séoul       | 28 septembre 1988 |    |
| 19 s 73                    | Michael Marsh      | Barcelone   | 5 août 1992       |    |
| 19 s 32                    | Michael Johnson    | Atlanta     | 1er août 1996     | WR |
| 19 s 30                    | Usain Bolt         | Pékin       | 20 août 2008      | WR |

## Femmes

### Historique

#### 1948-1964

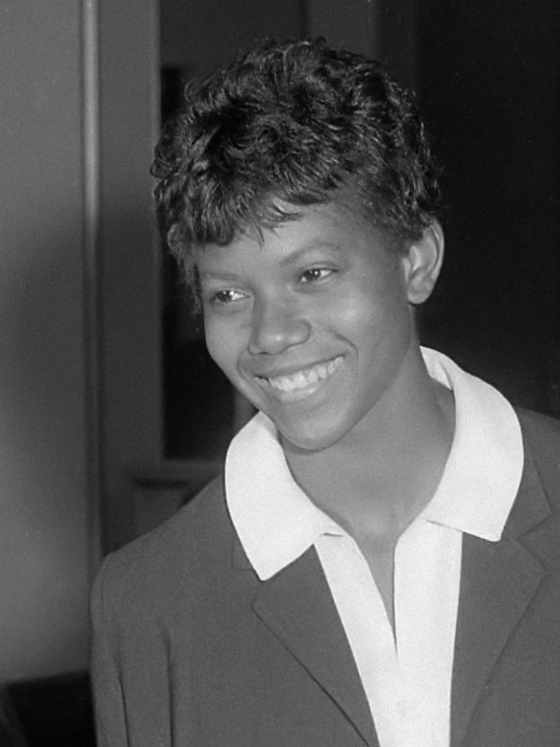
Wilma Rudolph, championne olympique du 200 m en 1960.

Le 200 mètres féminin fait sa première apparition olympique à l'occasion des Jeux olympiques de 1948, à Londres. Déjà titrée sur 100 m et sur 80 m haies, la Néerlandaise Fanny Blankers-Koen remporte la finale du 200 m en 24 s 3, devant la Britannique Audrey Williamson, deuxième en 25 s 1 et l'Américaine Audrey Patterson, troisième en 25 s 2. L'Australienne Shirley Strickland, qui avait terminé sur la même ligne que Patterson, se classe finalement quatrième de la course après décision des juges intervenue 45 minutes après l'arrivée.
Lors des Jeux olympiques de 1952 à Helsinki, l'Australienne Marjorie Jackson, titrée quelques jours plus tôt sur 100 m, égale dès les séries en 23 s 6 le vieux record du monde de la Polonaise Stanisława Walasiewicz établi en 1935. Le lendemain lors de sa demi-finale, elle améliore ce temps en portant le record du monde à 23 s 4, avant de s'imposer plus tard en finale dans le temps de 23 s 7 en devançant largement la Néerlandaise Puck Brouwer et la Soviétique Nadezhda Khnykina (24 s 2 toutes les deux).
L'Australienne Betty Cuthbert, qui a amélioré le record du monde de Marjorie Jackson quelques semaines avant le début des Jeux olympiques de 1956 à Melbourne en 23 s 2, remporte le titre en égalant en finale le record olympique de Jackson en 23 s 4. Elle devance l'Allemande Christa Stubnick, deuxième en 23 s 7 et l'autre australienne Marlene Mathews-Willard, médaillée de bronze en 23 s 8. Betty Cuthbert remportera deux autres épreuves lors de ces Jeux, le 100 m et le relais 4 × 100 m.
En 1960, lors des Jeux olympiques de Rome, l'Américaine Wilma Rudolph, première femme à être descendu sous les 23 secondes sur 200 m avec son temps de 22 s 9 établi quelques semaines plus tôt à Corpus Christi, figure parmi les favorites à la médaille d'or en l'absence de la tenante du titre Betty Cuthbert. Déjà titrée sur 100 m, Rudolph établit dans l'épreuve du 200 m un nouveau record olympique dès les séries en 23 s 2, avant d'emporter la finale en 24 s 0, devant l'Allemande Jutta Heine (24 s 4) et la Britannique Dorothy Hyman (24 s 7).
Lors des Jeux olympiques de 1964, à Tokyo, l'Américaine Edith McGuire remporte le titre en établissant un nouveau record olympique en 23 s 0. Elle devance la Polonaise Irena Szewińska, médaillée d'argent en 23 s 1 et l'Australienne Marilyn Black, médaillée de bronze en 23 s 1 également. Jutta Heine, vice-championne du monde à Rome et championne d'Europe en 1962, est éliminée dès le premier tour pour deux faux départ.

#### 1968-1984
Lors des Jeux olympiques de 1968 à Mexico, dès les séries l'Australienne Raelene Boyle égale le record olympique de 23 s 0 avant que l'Américaine Barbara Ferrell ne porte celui-ci à 22 s 9. En demi-finale, Boyle égale ce temps de 22 s 9 avant que Barbara Ferrell n'établisse un nouveau record olympique en s'imposant dans le temps de 22 s 8 dans la deuxième demi-finale. Mais en finale, Irena Szewińska, championne d'Europe en 1966, parvient à devancer toutes ses concurrentes en améliorant de 2/10e de seconde son propre record du monde en 22 s 5. Raelene Boyle se classe deuxième en 22 s 7 et l'Australienne Jenny Lamy est troisième en 22 s 8. Barbara Ferrell termine finalement au pied du podium, devant la Française Nicole Montandon et la championne olympique américaine du 100 m Wyomia Tyus.
L'Est-allemande Renate Stecher, qui a remporté le titre olympique du 100 m quelques jours plus tôt en établissant un nouveau record du monde, récidive dans l'épreuve du 200 m des Jeux olympiques de 1972, à Munich. En finale, elle s'impose dans le temps de 22 s 4 (22 s 40 au chronométrage électronique) et égale le record du monde du 200 m détenu depuis 1970 par la Taïwanaise Chi Cheng qui est absente de ces Jeux pour cause de blessure. Stecher devance Raelene Boyle qui obtient sa deuxième médaille d'argent consécutive dans cette épreuve et qui établit un nouveau record du monde junior en 22 s 45, et la tenante du titre Irena Szewińska, troisième en 22 s 74.
Aux Jeux olympiques de 1976 à Montréal, Raelene Boyle qui avait dominé les épreuves de sprint des Jeux du Commonwealth britannique de 1974, est éliminée en demi-finale  pour deux faux départs. L'Est-allemande Bärbel Wöckel s'impose en finale en 22 s 37, signant un nouveau record olympique. L'Ouest-allemande Annegret Richter, championne olympique sur 100 m quelques jours plus tôt, se classe deuxième de l'épreuve en 22 s 39 et devance la tenante du titre Renate Stecher, médaillée de bronze en 22 s 47. Irena Szewińska, détentrice du record du monde depuis 1974, décide de faire l'impasse sur le 200 m pour se consacrer au 400 m, qu'elle remporte.
En 1980, lors des Jeux olympiques de Moscou, Bärbel Wöckel devient la première athlète, hommes et femmes confondus, à remporter un deuxième titre olympique sur 200 m. En l'absence de sa compatriote Marita Koch, qui avait établi trois records du monde de 1978 à 1979 et qui décide de participer seulement à l'épreuve du 400 m, Wöckel s'impose en finale en 22 s 03 et améliore le record olympique. Elle devance la jeune soviétique Natalya Bochina qui établit un nouveau record du monde junior en 22 s 19, et la Jamaïcaine Merlene Ottey, médaillée de bronze en 22 s 20. Parmi les absentes de cette finale, figurent la Soviétique Lyudmila Kondratyeva, championne olympique quelques jours plus tôt sur 100 m mais qui déclare forfait pour blessure, et l'Américaine Evelyn Ashford qui n'est pas présente à Moscou en raison du boycott des États-Unis.
Le boycott des Jeux olympiques de 1984 entraine l'absence des meilleures sprinteuses est-allemandes, dont figure notamment Marita Koch, championne du monde en 1983 à Helsinki et détentrice du record du monde en 21 s 71. Lors des Jeux olympiques de Los Angeles, l'Américaine Valerie Brisco-Hooks, titrée quelques jours lus tôt sur 400 m, sa distance de prédilection, remporte le titre olympique du 200 m en établissant un nouveau record olympique en 21 s 81, échouant à 1/10e de seconde seulement du record du monde de Marita Koch. Sa compatriote Florence Griffith-Joyner se classe deuxième en 22 s 04, devant Merlene Ottey qui obtient une nouvelle médaille de bronze dans cette épreuve en 22 s 09.

#### 1988-2004
Lors des Jeux olympiques de 1988 à Séoul, Florence Griffith-Joyner, titrée quelques jours plus tôt sur 100 m, bat le record olympique de Valerie Brisco-Hooks en réalisant le temps de 21 s 76 dès les quarts de finale. Le lendemain en demi-finale, elle établit le temps de 21 s 56 et améliore de 15/100e de seconde le record du monde détenu conjointement par Marita Koch et sa compatriote Heike Drechsler. En finale, elle réédite cette performance en s'imposant dans le temps de 21 s 34, soit une amélioration de 22/100e de seconde de son record du monde réalisé quelques heures plus tôt. La Jamaïcaine Grace Jackson se classe deuxième en 21 s 72, devant Heike Drechsler, troisième en 21 s 95. L'autre est-allemande Silke Gladisch-Möller, championne du monde en 1987 à Rome, termine cinquième de la finale en 22 s 09, juste derrière Merlene Ottey.
L'Américaine Gwen Torrence remporte le titre des Jeux olympiques de 1992 à Barcelone dans le temps de 21 s 81. Elle devance largement les Jamaïcaines Juliet Cuthbert, deuxième en 22 s 02 et Merlene Ottey, qui obtient sa troisième médaille de bronze sur cette distance après 1980 et 1984. L'Allemande Katrin Krabbe, qui figurait parmi les favorites après son titre de championne du monde remportée en 1991, est convaincue de dopage peu avant la compétition.
En 1996, lors des Jeux olympiques d'Atlanta, la victoire revient à la Française Marie-José Pérec, titrée quatre jours plus tôt sur 400 m, qui s'impose dans le temps de 22 s 12 après avoir fait la différence sur ses concurrentes dans les vingt derniers mètres de la course. Merlene Ottey, qui figurait parmi les favorites à la médaille d'or après ses deux titres de championne du monde remportés en 1993 et 1995, se classe finalement deuxième de la finale dans le temps de 22 s 24, devant la Nigériane Mary Onyali, médaillée de bronze en 22 s 38. Ottey remporte à Atlanta sa quatrième médaille olympique sur 200 m, sa première en argent après ses trois médailles de bronze.
Quatre ans plus tard, aux Jeux olympiques de 2000 à Sydney, l'Américaine Marion Jones s'adjuge le titre du 200 m quelques jours après s'être imposée dans l'épreuve du 100 m. Elle franchit la ligne d'arrivée en 21 s 84 et devance la Bahaméenne Pauline Davis-Thompson qui établit un nouveau record personnel en 22 s 27 et la Srilankaise Susanthika Jayasinghe qui établit à cette occasion un nouveau record national en 22 s 28. Mais, en octobre 2007, Marion Jones est déchue de son titre à la suite de ses aveux de dopage. En conséquence, Pauline Davis-Thompson récupère la médaille d'or, Susanthika Jayasinghe la médaille d'argent et la Jamaïcaine Beverly McDonald la médaille de bronze.
Lors des Jeux olympiques de 2004, à Athènes, la Jamaïcaine Veronica Campbell améliore son record personnel en finale pour s'imposer dans le temps de 22 s 05. Elle devance la jeune américaine Allyson Felix remarquée lors des sélections olympiques, qui se classe deuxième en établissant un nouveau record du monde junior en 22 s 18. La Bahaméenne Debbie Ferguson complète le podium en 22 s 30. La Russe Anastasiya Kapachinskaya, championne du monde en 2003, a été suspendue deux ans pour dopage quelques semaines avant le début des Jeux.

#### Depuis 2008

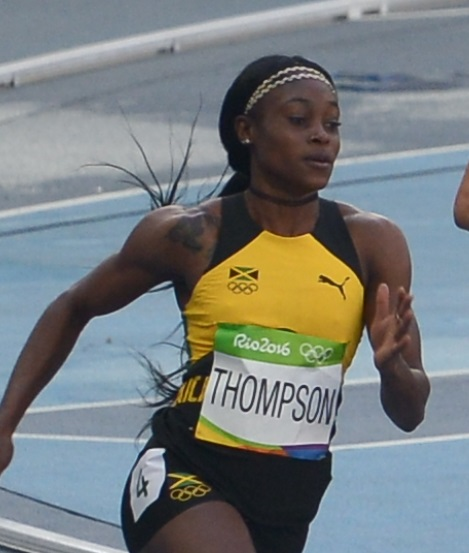
Elaine Thompson-Herah, première femme à gagner le 100 m et le 200 m sur deux éditions consécutives des Jeux olympiques

En 2008, lors des Jeux olympiques de Pékin, Veronica Campbell-Brown conserve son titre olympique et devient la deuxième athlète féminine après Bärbel Wöckel à remporter une deuxième médaille d'or sur 200 m. Campbell-Brown s'impose dans le temps de 21 s 74 (record personnel) et devance la favorite de l'épreuve Allyson Felix, championne du monde en 2005 et 2007 et classée numéro un mondiale sur la distance depuis 2005, qui se classe deuxième de la finale en 21 s 93. La Jamaïcaine Kerron Stewart complète le podium en 22 s 00. Les Américaines Muna Lee et Marshevet Hooker battent également leur record personnel et se classent respectivement 4e et 5e de l'épreuve.
Aux Jeux olympiques de 2012 à Londres, et après ses médailles d'argent obtenues en 2004 et 2008, Allyson Felix décroche enfin l'or olympique en s'imposant en finale dans le temps de 21 s 88, devant la Jamaïcaine Shelly-Ann Fraser-Pryce, titrée quelques jours plus tôt sur 100 m et qui établit la meilleure performance de sa carrière sur 200 m en 22 s 09. L'Américaine Carmelita Jeter, située au couloir extérieur, parvient à décrocher la médaille de bronze en 22 s 14 et à devancer Veronica Campbell-Brown, double tenante du titre et championne du monde en 2011, qui échoue au pied du podium avec le temps de 22 s 38.
La Néerlandaise Dafne Schippers figure parmi les favorites des Jeux olympiques de 2016, après son titre de championne remporté en 2015 à Pékin et sa domination sur le circuit des meetings internationaux. Mais, à Rio de Janeiro, la Jamaïcaine Elaine Thompson, titrée quatre jours plus tôt sur 100 m, s'impose dans l'épreuve du 200 m en 21 s 78 après avoir fait la différence sur ses adversaires dans la dernière ligne droite. Dafne Schippers se classe deuxième de la finale en 21 s 88, devant l'Américaine Tori Bowie, médaillée de bronze en 22 s 15. L'Ivoirienne Marie-Josée Ta Lou, qui bat le record national en 22 s 21, termine au pied du podium alors que Veronica Campbell-Brown est éliminée dès les séries. Elaine Thompson est la première athlète féminine depuis Florence Griffith-Joyner en 1988 à réussir le doublé 100 m/200 m aux Jeux olympiques.
À l'été 2021, aux Jeux de olympiques de Tokyo 2020, Elaine Thompson réédite le doublé 100 m / 200 m en réalisant sur 200 m la deuxième meilleure performance de tous les temps avec 21 s 53. La Jamaïcaine devance la jeune Namibienne de 18 ans Christine Mboma, qui avait été interdite par World Athletics de courir sur 400 m à cause d'un taux de testostérone trop élevée, mais qui réussit sur 200 m à empocher la médaille d'argent avec un nouveau record du monde junior en 21 s 81. La médaille de bronze revient à l'Américaine Gabrielle Thomas en 21 s 87, devant Shelly-Ann Fraser-Pryce qui ne se classe que quatrième en 21 s 94.

### Multiples médaillées
| Rang | Athlète                  | Pays               | Période   | Or | Argent | Bronze | Total |
| ---- | ------------------------ | ------------------ | --------- | -- | ------ | ------ | ----- |
| 1    | Bärbel Wöckel            | Allemagne de l'Est | 1976-1980 | 2  | 0      | 0      | 2     |
| 1    | Veronica Campbell-Brown  | Jamaïque           | 2004-2008 | 2  | 0      | 0      | 2     |
| 1    | Elaine Thompson-Herah    | Jamaïque           | 2016-2021 | 2  | 0      | 0      | 2     |
| 4    | Allyson Felix            | États-Unis         | 2004-2012 | 1  | 2      | 0      | 3     |
| 5    | Irena Szewińska          | Pologne            | 1964-1972 | 1  | 1      | 1      | 3     |
| 6    | Florence Griffith-Joyner | États-Unis         | 1984-1988 | 1  | 1      | 0      | 2     |
| 7    | Renate Stecher           | Allemagne de l'Est | 1972-1976 | 1  | 0      | 1      | 2     |
| 7    | Gabrielle Thomas         | États-Unis         | 2021-2024 | 1  | 0      | 1      | 2     |
| 9    | Raelene Boyle            | Australie          | 1968-1972 | 0  | 2      | 0      | 2     |
| 10   | Merlene Ottey            | Jamaïque           | 1980-1996 | 0  | 1      | 3      | 4     |

### Record olympique
| Chronométrage manuel       |                          |             |                   |    |
| 25 s 7                     | Fanny Blankers-Koen      | Londres     | 5 août 1948       |    |
| 25 s 6                     | Cynthia Thompson         | Londres     | 5 août 1948       |    |
| 25 s 3                     | Daphne Robb              | Londres     | 5 août 1948       |    |
| 24 s 3                     | Fanny Blankers-Koen      | Londres     | 5 août 1948       |    |
| 24 s 3                     | Nadezhda Khnykina        | Helsinki    | 25 juillet 1952   |    |
| 23 s 6                     | Marjorie Jackson         | Helsinki    | 25 juillet 1952   | WR |
| 23 s 4                     | Marjorie Jackson         | Helsinki    | 25 juillet 1952   | WR |
| 23 s 4                     | Betty Cuthbert           | Melbourne   | 30 novembre 1956  |    |
| 23 s 2                     | Wilma Rudolph            | Rome        | 3 septembre 1960  |    |
| 23 s 0                     | Edith McGuire            | Tokyo       | 19 octobre 1964   |    |
| 23 s 0                     | Raelene Boyle            | Mexico      | 17 octobre 1968   |    |
| 22 s 9                     | Raelene Boyle            | Mexico      | 17 octobre 1968   |    |
| 22 s 9                     | Barbara Ferrell          | Mexico      | 17 octobre 1968   |    |
| 22 s 8                     | Barbara Ferrell          | Mexico      | 17 octobre 1968   |    |
| 22 s 5                     | Irena Szewińska          | Mexico      | 18 octobre 1968   | WR |
| Chronométrage électronique |                          |             |                   |    |
| 22 s 40                    | Renate Stecher           | Munich      | 7 septembre 1972  | WR |
| 22 s 37                    | Bärbel Eckert            | Montréal    | 28 juillet 1976   |    |
| 22 s 26                    | Natalya Bochina          | Moscou      | 28 juillet 1980   |    |
| 22 s 03                    | Bärbel Wöckel-Eckert     | Moscou      | 30 juillet 1980   |    |
| 21 s 81                    | Valerie Brisco-Hooks     | Los Angeles | 9 août 1984       |    |
| 21 s 76                    | Florence Griffith-Joyner | Séoul       | 28 septembre 1988 |    |
| 21 s 56                    | Florence Griffith-Joyner | Séoul       | 29 septembre 1988 | WR |
| 21 s 34                    | Florence Griffith-Joyner | Séoul       | 29 septembre 1988 | WR |